# تاکاهاگی، ایباراکی
تاکاهاگی در استان ایباراکی در کشور ژاپن واقع شده‌است که دارای جمعیت ۳۲٬۰۳۱ نفر و مساحت ۱۹۳٫۶۵ کیلومتر مربع با تراکم جمعیت ۱۶۵ نفر در کیلومترمربع است و در تاریخ ۲۳ نوامبر ۱۹۵۴ به عنوان شهر شناخته شد.